# Etiopiensiska
Etiopiensiska (Serinus nigriceps) är en fågel i familjen finkar inom ordningen tättingar.

## Utseende och läte
Etiopiensiska är en vacker fink, hos hanen med svart huvud och kroppen olivgrön och gul. Honan är mattare i färgerna och kraftigt streckad, dock i mindre utsträckning undertill. Båda könen har svarta vingar med tydliga vita vingband. Honan kan förväxlas med gulkronad siska eller smalnäbbad siska, men saknar ögonbrynsstreck och är genomgående mörkare med tydligare vingband och begränsad streckning undertill. Sången är en snabb räcka med kvitter och visslingar. 

## Utbredning och systematik
Fågeln förekommer i norra och centrala Etiopien. Den behandlas som monotypisk, det vill säga att den inte delas in i några underarter.

## Levnadssätt
Etiopiensiska hittas i bergstrakter i olika miljöer som skogsbryn, gräsmarker, hedar, jordbruksområden och kring bebyggelse, ofta i små flockar.

## Status
Arten har ett rätt begränsat utbredningsområde, men beståndet tros vara stabilt. IUCN kategoriserar arten som livskraftig.